# Distretto di Yame
Il distretto di Yame (八女郡, Yame-gun?) è uno dei distretti della prefettura di Fukuoka, in Giappone.
Attualmente fa parte del distretto il comune di Hirokawa.
| Controllo di autorità | VIAF (EN) 126691197 · LCCN (EN) n82078711 · J9U (EN, HE) 987007550465905171 · NDL (EN, JA) 00429246 |